# 日本の漫画作品一覧 わ行
あ行 |
か行 |
さ行 |
た行 |
な行 |
は行 |
ま行 |
や行 |
ら行 |
わ行 |
読切 |
日本の漫画作品一覧 わ行（にほんのまんがさくひんいちらん わぎょう）は、日本の漫画作品のうち、わ行に分類される作品の一覧である。

## わ
- わ!（小島あきら、ガンガンONLINE→月刊ガンガンJOKER）
- わ〜お!ケンちゃん（竹村よしひこ、月刊コロコロコミック、別冊コロコロコミック）
- WORKING!!（高津カリノ、ヤングガンガン）
- WORKING!!（高津カリノ）
- ワークワーク（藤崎竜、週刊少年ジャンプ）
- WORST（高橋ヒロシ、月刊少年チャンピオン）
- ワースト（小室孝太郎、週刊少年ジャンプ）
- WARNING!!ダライアスさん（藤丸あお、月刊アルカディア）
- ワールドエンドクルセイダーズ（原作：biki、漫画：不二涼介、週刊少年マガジン）
- ワールドエンブリオ（森山大輔、ヤングキングアワーズ）
- ワールドトリガー（葦原大介、週刊少年ジャンプ）
- ワールドヒーローズ2（雑君保プ、コミックゲーメスト）
- ワールドヒーローズ 光龍伝（蜂文太、少年王）
- World 4u_（江尻立真、少年ジャンプ+）
- Y氏の隣人（吉田ひろゆき、週刊ヤングジャンプ）
- Y十M 〜柳生忍法帖〜（原作：山田風太郎、漫画：せがわまさき、週刊ヤングマガジン）
- ワイはアサシオや（いしいひさいち、夕刊フジ）
- ワイルダネス（伊藤明弘、月刊サンデージェネックス）
- ワイルドアームズ花盗人（大峡和歌子、月刊マガジンZ）
- WILD ADAPTER（峰倉かずや、Chara→コミックZERO-SUM増刊WARD→ゼロサムオンライン）
- WILD CATS（清水玲子、LaLa）
- ワイルド・キャット（石森章太郎、プレイコミック）
- ワイルド7（望月三起也、週刊少年キング）
- ワイルドだもん（安藤なつみ、なかよし）
- WILD HALF（浅美裕子、週刊少年ジャンプ）
- ワイルド・ハニー・ワールド（後藤晶、ヤングアニマル）
- WILD PITCH!!!（中原裕、ビッグコミックスピリッツ）
- わいるど☆ぴっち（まりお金田、ウルトラジャンプ）
- ワイルドマウンテン（本秀康、月刊IKKI）
- ワイルドライフ（藤崎聖人、週刊少年サンデー）
- ワイルドリーガー（渡辺保裕、週刊コミックバンチ）
- わいわいっ☆Hey! Say! JUMP（能登山けいこ、ちゃお）
- 若奥様玉地獄（内田春菊、FEEL YOUNG）
- ワカコ酒（新久千映、月刊コミックゼノン/WEBコミックぜにょん）
- 若さでムンムン（山田参助、さぶ）
- 我妻さんは俺のヨメ（原作：蔵石ユウ、漫画：西木田景志、マガジンSPECIAL→週刊少年マガジン）
- わかとの（藤子不二雄A、週刊少年マガジン）
- わが友フランケンシュタイン（和田慎二、別冊マーガレット）
- 我が名は海師（原作：小森陽一、作画：武村勇治、ビッグコミックスピリッツ）
- 我が名は狼（たがみよしひさ、週刊少年チャンピオン増刊ヤングチャンピオン→プレイコミック）
- 我が名はネロ（安彦良和、月刊コミックビンゴ）
- ワガハイ（砂川しげひさ、朝日新聞夕刊）
- 吾輩の部屋である（田岡りき、ゲッサン）
- わかば*ガール（原悠衣、乙女通信）
- わかば先輩未満（佐野妙、まんがタイム）
- 若林くんが寝かせてくれない（音井れこ丸、漫画アクション）
- 若葉レバーオン!（伊藤ひずみ、スロマガ7→パチスロ攻略マガジンドラゴン）
- わがまま青春バレー部（飛鳥あると、なかよし）
- わがまま空イブ（みやたけし、週刊少年チャンピオン）
- ワガママだけど愛しくて（樹要、CIELTresTres）
- わがままなツバサ（中嶋ゆか、ちゃお）
- わかめちゃんとかつおくん（長谷川町子、たのしい一年生）
- 別れたら好きな人（赤星たみこ、週刊漫画アクション）
- わくわくろっこモーション（大沖、電撃大王GENESIS→電撃大王ジェネシス→コミック電撃だいおうじ）
- わくわくワーキング（おーはしるい、まんがライフ）
- わざアリっ・きわみちゃん（もりちかこ、ちゃお）
- わさび（一條裕子、ビッグコミックスピリッツ）
- わざぼー（曽山一寿、コロコロイチバン!）
- 和算に恋した少女（脚本：中川真、作画：風狸けん、ビッグコミック増刊号）
- わさんぼん〜和菓子屋顛末記〜（佐藤両々、まんがタイム→まんがタイムファミリー→まんがタイムオリジナル）
- ワシズ -閻魔の闘牌-（原恵一郎、近代麻雀オリジナル）
- わずかいっちょまえ（星里もちる、月刊少年キャプテン）
- わたがしふうちゃん（みつはしちかこ、朝日小学生新聞）
- 私がいてもいなくても（いくえみ綾、別冊マーガレット）
- 私がお姉ちゃんなんだからね!（鰻丸、FlexComixブラッド）
- わたしが死んだ夜（曽祢まさこ、なかよし）
- 私がモテてどうすんだ（ぢゅん子、別冊フレンド）
- 私がモテないのはどう考えてもお前らが悪い!（谷川ニコ、ガンガンONLINE）
- わたしだけの指定席（高杉菜穂子、なかよし）
- わたしたち、5人姉妹です。（泥川恵、月刊キスカ）
- 私たちには壁がある。（築島治、デザート）
- 私たちはどうかしている（安藤なつみ、BE・LOVE）
- 私とこわれた吸血鬼（厘のミキ、Palcy）
- わたしに××しなさい!（遠山えま、なかよし）
- 私に天使が舞い降りた!（椋木ななつ、コミック百合姫）
- 私のおウチはHON屋さん（横山知生、月刊ガンガンJOKER）
- わたしの狼さん。（藤原ここあ、ガンガンWING→月刊ガンガンWING）
- 私の狼さん。THE OTHER SIDE OF LYCANTHROPE（藤原ここあ、月刊ガンガンWING）
- わたしの沖田くん（野部利雄、ヤングジャンプ→週刊ヤングジャンプ）
- わたしのお嬢様（樹るう、COMIC CANDY TIME→COMIC桃姫→COMICペンギンセレブ）
- 私の少年（高野ひと深、月刊アクション→週刊ヤングマガジン）
- わたしのために脱ぎなさいっ!（九郎、コミックキューン）
- 私の友達がモテないのはどう考えてもお前らが悪い。（谷川ニコ、月刊ガンガンJOKER）
- わたしの日々（水木しげる、ビッグコミック）
- 私の…メガネ君（すもと亜夢、Cheese!）
- 私の救世主さま（水無月すう、月刊少年ガンガン→月刊Gファンタジー）
- 私の百合はお仕事です!（未幡、コミック百合姫）
- 私は加護女（原作：高橋葉介、漫画：近藤豪志、週刊少年チャンピオン）
- わたしはキャワワワ!!（大亜門、週刊ヤングジャンプ）
- わたしはしじみ!（土田よしこ、りぼん）
- 私はシャドウ（粕谷紀子、YOU）
- わたしは真悟（楳図かずお、ビッグコミックスピリッツ）
- ワタシハペット（仙道ますみ、漫革→月刊ヤングジャンプ）
- 私はまだそれを知らない（椎名チカ、Cheese!）
- 私は野球部マネージャー（小箱とたん、コミックブレイドMASAMUNE）
- 私は利休（原作：早川光、漫画：連打一人、ジャンプ改）
- 私を球場に連れてって!（原作：スーパーまさら、作画：うみのとも、まんがタイムきららMAX）
- 私を喰べたい、ひとでなし（苗川采、電撃マオウ）
- 私を月まで連れてって!（竹宮惠子、ビッグコミックフォアレディ→プチフラワー）
- ワダチ（松本零士、週刊少年マガジン）
- ワタナベ（窪之内英策、ビッグコミックスピリッツ）
- 綿の国星（大島弓子、LaLa）
- ワタリ（白土三平、週刊少年マガジン）
- 渡くんの××が崩壊寸前（鳴見なる、ヤングエース→月刊ヤングマガジン）
- わたるがぴゅん!（なかいま強、月刊少年ジャンプ）
- 渡る世間はバカばかり（丸美甘、月刊ガンガンJOKER）
- わっしょい!わじマニア（わじまさとし、週刊少年ジャンプ）
- ワッハマン（あさりよしとお、モーニングパーティ増刊→月刊アフタヌーン）
- 和妻師・一蝶（藪野続久、グランドジャンプ）
- 罠ガール（緑山のぶひろ、電撃マオウ）
- ワニ男爵（岡田卓也、モーニング）
- わにとかげぎす（古谷実、週刊ヤングマガジン）
- ワニ分署（篠原とおる、週刊プレイボーイ）
- わびれもの（小坂俊史、まんがライフMOMO）
- 笑うかのこ様（辻田りり子、LaLaスペシャル、LaLa、LaLa DX）
- 笑ゥせぇるすまん（藤子不二雄A、中央公論）
- 笑う大天使（川原泉、花とゆめ）
- WARASHI（寺沢大介、週刊少年マガジン）
- WARASIBE（松葉サトル、月刊ガンガンWING）
- 笑って!外村さん（水森みなも、まんがタイムジャンボ→まんがタイムスペシャル、まんがホーム）
- わらってヒミコさん（中嶋ゆか、ChuChu）
- 笑ってよ!!タネダくん（河合じゅんじ、月刊まんがパロ野球ニュース）
- わらびー（あずまきよひこ、げーむじん→げーむじんPARTNER）
- 童の草（宮永龍、ガンガンONLINE）
- 割り切った関係ですから。（FLOWERCHILD、コミック百合姫）
- ワル（原作：真樹日佐夫、劇画：影丸譲也、週刊少年マガジン）
- 悪女（深見じゅん、BE・LOVE）
- ワルキューレ（千之ナイフ、レモンピープル）
- ワルサースルー（たかなし霧香、月刊少年ガンガン）
- Waltz（原作：伊坂幸太郎、漫画：大須賀めぐみ、ゲッサン）
- 円舞曲は白いドレスで（さいとうちほ、週刊少女コミック）
- 我らコンタクティ（森田るい、月刊アフタヌーン）
- 我らひとしくギャルゲヒロイン（じゅうあみ、月刊コンプエース）
- われらホビーズ ファミコンゼミナール（あおきけい、月刊少年ジャンプ）
- 湾岸ミッドナイト（楠みちはる、ビッグコミックスピリッツ→週刊ヤングマガジン）
- わんころべえ（あべゆりこ、なかよし）
- ワンサくん（手塚治虫、てづかまがじんレオ）
- ワン・ゼロ（佐藤史生、プチフラワー）
- ワンダーラビットガール（廣瀬ゆい、ジャンプスクエア）
- わんだ〜・わ〜るど（片岡みちる、なかよし）
- ワンダフルデイズ（荒井チェリー、まんがタイムきららMAX）
- ワンダフルワールド（たかなし霧香、ガンガンWING→月刊ガンガンWING）
- ワンダリングワンダーワールド（PEACH-PIT、月刊少年エース）
- ワンダル・ワンダリング!（迎夏生、月刊電撃コミックガオ!）
- ワンダンス（珈琲、月刊アフタヌーン）
- ONE OUTS（甲斐谷忍、ビジネスジャンプ）
- わんの実（岡崎呼人、花とゆめプラス/別冊花とゆめ）
- ワンパンマン (ONE)
- ONE PIECE（尾田栄一郎、週刊少年ジャンプ）
- ワン・モア・ジャンプ（赤石路代、ちゃお）
- ONE×3（雪リコ、月刊Asuka）

## を
- ヲタクに恋は難しい（ふじた、pixiv→comic POOL）

## ん
- んぐるわ会報（高尾じんぐ、ヤングガンガン）